# Erythroxylum oblanceolatum
Erythroxylum oblanceolatum là một loài thực vật có hoa trong họ Erythroxylaceae. Loài này được Craib mô tả khoa học đầu tiên năm 1926.